# Mangala Valles
Mangala Valles é um complexo de canais entrecruzados em Marte, localizado na região de Tharsis tendo sua origem na era amazônica. "Mangala" vem da palavra para Marte em sânscrito. Os canais foram provavelmente esculpidos pela água há milhares de anos e não possuem afluentes. Aparentemente a água começou a emergir para fora da superfície quando o graben se formou.   Sugeriu-se que grande quantidades de água estava aprisionada sob grande pressão debaixo de uma grossa criosfera (camada de solo congelado), e então a água foi subitamente liberada, talvez quando a criosfera foi quebrada pelo graben.   
Há vários tergos e yardangs esculpidos pelo vento cobrindo muito da superfície na região de Mangala Vallis.
O Mangala Valles é mencionado no livro de Michael Crichton Sphere.
Esse cânion é descrito em Sphere como tendo 4 023,36 quilometros de extensão e uma profundidade de 4 quilômetros - dez vezes a extensão e duas vezes a profundidade do Grand Canyon.